# Apistogramma gephyra
Apistogramma gephyra е вид лъчеперка от семейство Цихлиди (Cichlidae). Видът е незастрашен от изчезване.

## Разпространение
Разпространен е в Бразилия (Амазонас).

## Описание
На дължина достигат до 3,3 cm.
Популацията на вида е стабилна.